# Hervormde kerk (Hulst)

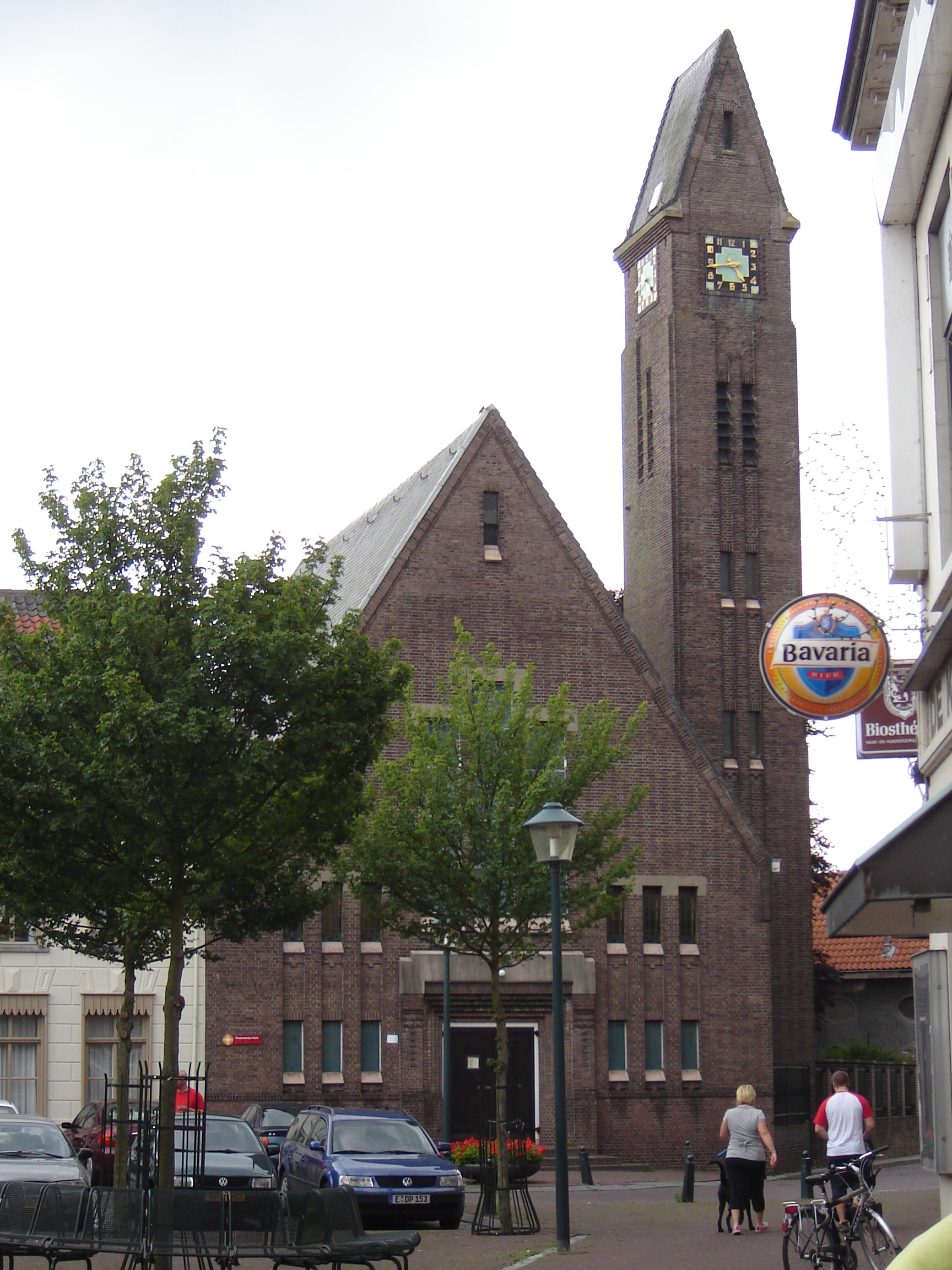
Hervormde kerk

De Hervormde kerk is een protestants kerkgebouw in de Zeeuwse stad Hulst, gelegen aan Houtmarkt 11.

## Geschiedenis
De hervormden maakten, evenals de katholieken, tot 1930 gebruik van de Sint-Willibrorduskerk, die sinds 1806 als simultaankerk dienstdeed. Daartoe was een muur in de kerk aangebracht en beide religies hadden elk hun eigen luidklok. Nadat de hervormden in 1930 de beschikking over een eigen kerkgebouw hadden gekregen, werd de Sint-Willibrorduskerk weer geheel aan de katholieken teruggegeven en enkele jaren later tot basiliek verheven.
De nieuwe hervormde kerk werd ontworpen door A.P. Wisse. Het is een bakstenen zaalkerk in expressionistische stijl, onder hoog zadeldak, met een naastgebouwde slanke toren die gedekt wordt door een zadeldak.
In 2006 fuseerden de hervormde en gereformeerde gemeenten tot de PKN, en kwam de hervormde kerk in gebruik als protestantse kerk. 
De kerk bezit een aantal kerkmeubelen uit de simultaankerk, waaronder een rijk gesneden 17e-eeuwse preekstoel, een tekstbord en een doophek.